# Daniela Grzenia
Daniela Grzenia, née le 30 janvier 1971 à Mülheim, est une joueuse de squash représentant l'Allemagne. Elle est finaliste des championnats d'Allemagne à 5 reprises, face à l’invincible Sabine Schöne qui remporte 17 titres.

## Palmarès

### Finales
- Championnats d'Allemagne : 5 finales (1990, 1991, 1992, 2002, 2003)
- Championnats d'Europe de squash par équipes : 1992, 1998, 1999, 2000